# Fortunato Tamburini
Fortunato Tamburini (Modena, 2 febbraio 1683 – Roma, 9 agosto 1761) è stato un cardinale italiano.

## Biografia
Nato a Modena il 2 febbraio 1683 da una nobile famiglia locale, egli era figlio di Simone Tamburini, fratello a sua volta di Michelangelo Tamburini, quattordicesimo generale dei Gesuiti. 
Probabilmente ispirato dalla figura della zio, intraprese la carriera ecclesiastica ed entrò ancora molto giovane nell'Ordine dei Benedettini di Montecassino. Nel maggio 1699 professò a Modena, nel monastero cassinese di San Pietro. Nella capitale estense incontrò personalità di vasta erudizione come Benedetto Bacchini e Mauro Alessandro Lazarelli, nonché il più celebre allievo di Bacchini, Lodovico Antonio Muratori. Ricevuti gli ordini sacri, si laureò in teologia e fu teologo ufficiale del concilio pontificio sotto il pontificato di Benedetto XIII. Dal 1738 al 1740 fu abate di San Pietro di Modena. Il 30 aprile 1741 divenne abate del monastero di San Paolo Fuori le Mura di Roma.
Creato cardinale presbitero nel concistoro del 9 settembre 1743, ricevette la porpora cardinalizia e il titolo di San Matteo in Merulana il 23 settembre di quello stesso anno. Il 21 gennaio 1747 fu nominato prefetto della Sacra Congregazione dei Riti e poi Primo Prefetto della Sacra Congregazione per la Correzione dei Libri della Chiesa Orientale, dicastero creato da Papa Benedetto XIV. Dopo aver optato per il titolo di San Callisto il 9 aprile 1753, divenne Camerlengo del Sacro Collegio dei Cardinali dal 17 febbraio 1755.
Mantenendo la propria posizione di teologo di fama all'interno della corte pontificia, intrattenne un fitto carteggio con Ludovico Antonio Muratori, nel quale si schierò apertamente contro la politica conciliatrice tenuta dai gesuiti nei confronti delle popolazioni asiatiche, ritenendo nello specifico ignobile la "Questione dei riti cinesi". Malgrado il ruolo avuto da suo zio nella Compagnia di Gesù, Fortunato Tamburini fu infatti tra i principali responsabili dell'inizio del graduale processo di soppressione dell'Ordine, che però avvenne solo nel 1773, dopo la sua morte.
Dopo aver partecipato al conclave del 1758 che elesse pontefice Clemente XIII, morì a Roma il 9 agosto 1761. La sua salma venne esposta alla Basilica dei Santi XII Apostoli dove vennero anche eseguiti i funerali, anche se il suo corpo venne sepolto poi nella sua chiesa titolare di San Callisto.
La biblioteca del cardinale fu donata per testamento al monastero di San Paolo Fuori le Mura, mentre i libri già presenti in quest'ultima furono destinati alla biblioteca di San Pietro di Modena, dove oltre un centinaio di libri giunsero nel maggio 1762.